# Isòtops del pal·ladi
El pal·ladi (Pd) natural es compon de sis isòtops. Els radioisòtops més estables són el 107Pd amb un període de semidesintegració de 6,5 milions d'anys, el 103Pd amb un període de semidesintegració de 17 dies, i 100Pd amb un període de semidesintegració de 3,63 dies. S'han caracteritzat uns altres divuit radioisòtops amb masses atòmiques que varien de 92,936 u (93Pd) a119.924 u (120Pd). La majoria d'ells tenen període de semidesintegració menors a mitja hora excepte el 101Pd (període de semidesintegració: 8.47 hores), 109Pd (període de semidesintegració: 13.7 hores), i el 112Pd (període de semidesintegració de : 21 hores).
El mode de desintegració primari abans de l'isòtop estable més abundant, el 106Pd, és la captura electrònica i el mode primari després és l'emissió beta. El producte de desintegració abans del 106Pd és el rodi i després l'argent.
L' 107Ag radiogènic és un producte de desintegració del 107Pd i fou descobert en el meteorit de 1978 a Santa Clara Valley, Califòrnia. Els descobridors suggereixen que la coalescència i la diferenciació del petits planetes amb nucli de ferro podria haver succeït 10 milions d'anys abans de la nucleosíntesi. Les correlacions del 107Pd amb l'Ag observades en cossos, que han estat clarament fosos des de l'acreció del sistema solar, haurien de reflectir la presència de núclids amb vides curtes en el sistema solar primigeni.

Massa atòmica estàndard: 106.42(1) u

## Taula
| Símbol del núclid | Z(p)                | N(n)                | massa isotòpica(u)  | període de semidesintegració | Espín nuclear | composició isotòpics representativa (fracció molar) | rang de variació natural (fracció molar) |
| Símbol del núclid | energia d'excitació | energia d'excitació | energia d'excitació | període de semidesintegració | Espín nuclear | composició isotòpics representativa (fracció molar) | rang de variació natural (fracció molar) |
| ----------------- | ------------------- | ------------------- | ------------------- | ---------------------------- | ------------- | --------------------------------------------------- | ---------------------------------------- |
| 91Pd              | 46                  | 45                  | 90.94911(61)#       | 10# ms [>1.5 µs]             | 7/2+#         |                                                     |                                          |
| 92Pd              | 46                  | 46                  | 91.94042(54)#       | 1.1(3) s [0.7(+4-2) s]       | 0+            |                                                     |                                          |
| 93Pd              | 46                  | 47                  | 92.93591(43)#       | 1.07(12) s                   | (9/2+)        |                                                     |                                          |
| 93mPd             | 0+X keV             | 0+X keV             | 0+X keV             | 9.3(+25-17) s                |               |                                                     |                                          |
| 94Pd              | 46                  | 48                  | 93.92877(43)#       | 9.0(5) s                     | 0+            |                                                     |                                          |
| 94mPd             | 4884.4(5) keV       | 4884.4(5) keV       | 4884.4(5) keV       | 530(10) ns                   | (14+)         |                                                     |                                          |
| 95Pd              | 46                  | 49                  | 94.92469(43)#       | 10# s                        | 9/2+#         |                                                     |                                          |
| 95mPd             | 1860(500)# keV      | 1860(500)# keV      | 1860(500)# keV      | 13.3(3) s                    | (21/2+)       |                                                     |                                          |
| 96Pd              | 46                  | 50                  | 95.91816(16)        | 122(2) s                     | 0+            |                                                     |                                          |
| 96mPd             | 2530.8(1) keV       | 2530.8(1) keV       | 2530.8(1) keV       | 1.81(1) µs                   | 8+            |                                                     |                                          |
| 97Pd              | 46                  | 51                  | 96.91648(32)        | 3.10(9) min                  | 5/2+#         |                                                     |                                          |
| 98Pd              | 46                  | 52                  | 97.912721(23)       | 17.7(3) min                  | 0+            |                                                     |                                          |
| 99Pd              | 46                  | 53                  | 98.911768(16)       | 21.4(2) min                  | (5/2)+        |                                                     |                                          |
| 100Pd             | 46                  | 54                  | 99.908506(12)       | 3.63(9) d                    | 0+            |                                                     |                                          |
| 101Pd             | 46                  | 55                  | 100.908289(19)      | 8.47(6) h                    | 5/2+          |                                                     |                                          |
| 102Pd             | 46                  | 56                  | 101.905609(3)       | ESTABLE                      | 0+            | 0.0102(1)                                           |                                          |
| 103Pd             | 46                  | 57                  | 102.906087(3)       | 16.991(19) d                 | 5/2+          |                                                     |                                          |
| 103mPd            | 784.79(10) keV      | 784.79(10) keV      | 784.79(10) keV      | 25(2) ns                     | 11/2-         |                                                     |                                          |
| 104Pd             | 46                  | 58                  | 103.904036(4)       | ESTABLE                      | 0+            | 0.1114(8)                                           |                                          |
| 105Pd             | 46                  | 59                  | 104.905085(4)       | ESTABLE                      | 5/2+          | 0.2233(8)                                           |                                          |
| 106Pd             | 46                  | 60                  | 105.903486(4)       | ESTABLE                      | 0+            | 0.2733(3)                                           |                                          |
| 107Pd             | 46                  | 61                  | 106.905133(4)       | 6.5(3)E+6 a                  | 5/2+          |                                                     |                                          |
| 107m1Pd           | 115.74(12) keV      | 115.74(12) keV      | 115.74(12) keV      | 0.85(10) µs                  | 1/2+          |                                                     |                                          |
| 107m2Pd           | 214.6(3) keV        | 214.6(3) keV        | 214.6(3) keV        | 21.3(5) s                    | 11/2-         |                                                     |                                          |
| 108Pd             | 46                  | 62                  | 107.903892(4)       | ESTABLE                      | 0+            | 0.2646(9)                                           |                                          |
| 109Pd             | 46                  | 63                  | 108.905950(4)       | 13.7012(24) h                | 5/2+          |                                                     |                                          |
| 109m1Pd           | 113.400(10) keV     | 113.400(10) keV     | 113.400(10) keV     | 380(50) ns                   | 1/2+          |                                                     |                                          |
| 109m2Pd           | 188.990(10) keV     | 188.990(10) keV     | 188.990(10) keV     | 4.696(3) min                 | 11/2-         |                                                     |                                          |
| 110Pd             | 46                  | 64                  | 109.905153(12)      | ESTABLE [>600E+15 a]         | 0+            | 0.1172(9)                                           |                                          |
| 111Pd             | 46                  | 65                  | 110.907671(12)      | 23.4(2) min                  | 5/2+          |                                                     |                                          |
| 111mPd            | 172.18(8) keV       | 172.18(8) keV       | 172.18(8) keV       | 5.5(1) h                     | 11/2-         |                                                     |                                          |
| 112Pd             | 46                  | 66                  | 111.907314(19)      | 21.03(5) h                   | 0+            |                                                     |                                          |
| 113Pd             | 46                  | 67                  | 112.91015(4)        | 93(5) s                      | (5/2+)        |                                                     |                                          |
| 113mPd            | 81.1(3) keV         | 81.1(3) keV         | 81.1(3) keV         | 0.3(1) s                     | (9/2-)        |                                                     |                                          |
| 114Pd             | 46                  | 68                  | 113.910363(25)      | 2.42(6) min                  | 0+            |                                                     |                                          |
| 115Pd             | 46                  | 69                  | 114.91368(7)        | 25(2) s                      | (5/2+)#       |                                                     |                                          |
| 115mPd            | 89.18(25) keV       | 89.18(25) keV       | 89.18(25) keV       | 50(3) s                      | (11/2-)#      |                                                     |                                          |
| 116Pd             | 46                  | 70                  | 115.91416(6)        | 11.8(4) s                    | 0+            |                                                     |                                          |
| 117Pd             | 46                  | 71                  | 116.91784(6)        | 4.3(3) s                     | (5/2+)        |                                                     |                                          |
| 117mPd            | 203.2(3) keV        | 203.2(3) keV        | 203.2(3) keV        | 19.1(7) ms                   | (11/2-)#      |                                                     |                                          |
| 118Pd             | 46                  | 72                  | 117.91898(23)       | 1.9(1) s                     | 0+            |                                                     |                                          |
| 119Pd             | 46                  | 73                  | 118.92311(32)#      | 0.92(13) s                   |               |                                                     |                                          |
| 120Pd             | 46                  | 74                  | 119.92469(13)       | 0.5(1) s                     | 0+            |                                                     |                                          |
| 121Pd             | 46                  | 75                  | 120.92887(54)#      | 400# ms [>300 ns]            |               |                                                     |                                          |
| 122Pd             | 46                  | 76                  | 121.93055(43)#      | 300# ms [>300 ns]            | 0+            |                                                     |                                          |
| 123Pd             | 46                  | 77                  | 122.93493(64)#      | 200# ms [>300 ns]            |               |                                                     |                                          |
| 124Pd             | 46                  | 78                  | 123.93688(54)#      | 100# ms [>300 ns]            | 0+            |                                                     |                                          |

## Pal·ladi-103
El pal·ladi-103 és un radioisòtop de l'element pal·ladi que s'utilitza en radioteràpia per al càncer de pròstata i el melanoma uveal. El pal·ladi-103 es pot crear a partir del pal·ladi-102 o del rodi-103 per mitjà d'un ciclotró. El pal·ladi-103 té una vida mitjana de 16,99 dies i es desintegra per captura d'electrons de rodi-103, que emet els característics raigs X amb 21 keV d'energia.

## Pal·ladi-107
| Nucli       | t1⁄2  | Rendiment | Energia de desintegració | Mode de desintegració |
|             | (Ma)  | (%)       | (keV)                    |                       |
| ----------- | ----- | --------- | ------------------------ | --------------------- |
| 99Tc        | 0.211 | 6.1385    | 294                      | β                     |
| 126Sn       | 0.230 | 0.1084    | 4050                     | βγ                    |
| 79Se        | 0.327 | 0.0447    | 151                      | β                     |
| 93Zr        | 1.53  | 5.4575    | 91                       | βγ                    |
| 135Cs       | 2.3   | 6.9110    | 269                      | β                     |
| 107Pd       | 6.5   | 1.2499    | 33                       | β                     |
| 129I        | 15.7  | 0.8410    | 194                      | βγ                    |
| 1. 2. 3. 4. |       |           |                          |                       |

Palladium-107 és el segon més longeu (període radioactiu de 6,5 milions d'anys) i menys radioactiu (energia de desintegració de només 33 keV, activitat específica 5×10−5 Ci/g) dels 7 productes de la fissió de vida prolongada. Pateix una desintegració beta pura (sense radiació gamma) a 107Ag, que és estable.
El seu rendiment de la fissió de neutrons tèrmics de l'urani-235 és del 0,1629% per fissió, només 1/4 del iode-129 i només 1/40 del 99Tc, 93Zr, i 135Cs. El rendiment del 233U és lleugerament inferior, però el rendiment de 239Pu és molt superior, un 3,3%. La fissió ràpida o la fissió d'alguns actínids més pesats produiran pal·ladi-107 amb rendiments més alts.
Una font estima que el pal·ladi produït a partir de la fissió conté els isòtops de 104Pd (16,9%),105Pd (29,3%), 106Pd (21,3%), 107Pd (17%), 108Pd (11.7%) i 110Pd (3.8%). Segons una altra font, la proporció de 107Pd és del 9.2% per al pal·ladi que procedeix de la fissió de neutrons tèrmics de 235U, 11,8% per a 233U, i 20,4% per a 239Pu (i el rendiment de 239Pu de pal·ladi és d'unes 10 vegades superior al de 235U).
A causa d'aquesta dilució i perquè el 105Pd té 11 vegades la secció transversal d'absorció de neutrons, el 107Pd no és susceptible de ser eliminat per transmutació nuclear. No obstant això, com a metall noble, el pal·ladi no és tan mòbil al medi ambient com el iode o el tecneci.